# 빈첸초 피카르디
빈첸초 피카르디(이탈리아어: Vincenzo Picardi, 1983년 10월 20일~)는 이탈리아의 권투 선수이다. 올림픽에 2회 참가하여 2008년 하계 올림픽에서 남자 플라이급 동메달을 획득했다. 또한 세계 선수권 대회에서 동메달 1개, 유러피언 게임에서 은메달 1개, 유럽 선수권 대회에서 동메달 2개를 획득했다.